# Rudolf-Christoph von Gersdorff
Rudolf-Christoph Freiherr von Gersdorff (Lubin, Silesia; 27 de marzo de 1905-Múnich, 27 de enero de 1980) fue un oficial del ejército alemán. Intentó asesinar a Adolf Hitler mediante un atentado suicida en marzo de 1943; el plan falló pero no fue detectado. En abril de 1943 descubrió las tumbas masivas de la Masacre de Katyn perpetrada por los soviéticos.

## Primeros años
Rudolf-Christoph von Gersdorff nació en la guarnición de Lüben (ahora Lubin, Polonia) en la entonces alemana provincia de Silesia. Fue el segundo hijo del Capitán (después General de División) Barón Ernst von Gersdorff y su esposa Christine (nacida Condesa von Dohna-Schlodien). En 1934, von Gersdorff desposó a Renata Kracker von Schwartzenfeldt (1913-1942), co-heredera de la familia industrialista Silesiana de von Kramsta, con quien tuvo una hija.
Von Gersdorff fue educado en Lüben y se unió al Reichwehr como cadete en 1923. Recibió su educación militar inicial en Breslau en las Barracas Kleinburg, donde sus antepasados habían servido en el 1. Schlesisches Leibkürassier Regiment “Großer Kurfürst” (Primer Regimiento Silesiano de Socorristas Coraceros "El Gran Elector"), luego (pos-1918) renombrado Reiterregiment 7 (Séptimo Regimiento de Caballería).

## Carrera militar
En 1926, von Gersdorff fue promovido a alférez, y en 1938 a Rittmeister (capitán de caballería). El año siguiente se graduó de la Academia Militar Prusiana en Berlín. En 1939, la unidad de von Gersdorff fue desplegada en la invasión alemana a Polonia, y él estuvo posteriormente en acción como oficial del Estado Mayor en la Batalla de Francia.
En 1941, para la Operación Barbarroja, fue transferido al Grupo de Ejércitos Centro, donde sirvió como enlace de inteligencia con el Abwehr (inteligencia militar alemana). Su primo Fabian von Schlabrendorff había arreglado esto como una manera de adentrar a von Gersdorff al grupo de resistencia activo bajo el mando del Coronel Henning von Tresckow.
En abril de 1943, mientras trabajaba como oficial de inteligencia del Grupo de Ejércitos Centro, von Gersdorff descubrió por coincidencia las tumbas masivas de la Masacre Katyn, que contenían los restos de más de 4,000 oficiales polacos asesinados por el NKVD en 1940.
En 1944, von Gersdorff fue transferido al Muro Atlántico. Más tarde ese año fue condecorado con la Cruz de Caballero de la Cruz de Hierro por planear el escape de la fuerza alemana principal de la Bolsa de Falaise. En 1945, fue promovido a Mayor General, y fue después capturado por los americanos; fue liberado en 1947.
Durante la guerra, von Gersdorff fue condecorado con algunos de los más altos premios otorgados a soldados alemanes, incluyendo la Primera Clase de la Cruz de Hierro, por su desempeño en la acción bajo fuego y extraordinaria valentía.

## Conspiración para asesinar a Hitler
Tras entablar amistad con el conspirador del Grupo de Ejércitos Centro, el Coronel Henning von Tresckow, von Gersdorff aceptó unirse a la conspiración para matar a Adolf Hitler. Tras el elaborado plan de von Tresckow para asesinar a Hitler en el 13 de marzo de 1943 que falló, von Gersdorff se declaró a sí mismo listo para dar su vida por el bien de Alemania en un intento de asesinato que implicaría su propia muerte.
El 21 de marzo de 1943, Hitler visitó el Zeughaus Berlin, la vieja armería en Unter den Linden, para inspeccionar armas soviéticas capturadas. Un grupo de altos mandos nazis —entre ellos Hermann Göring, Heinrich Himmler, el Mariscal de Campo Wilhelm Keitel, y el Gran Almirante Karl Dönitz— estuvieron presentes también. Como un experto, von Gersdorff guiaría a Hitler en un tour de la exhibición. Momentos después de la entrada de Hitler al museo, von Gersdorff detonó dos fusibles con retraso de diez minutos en dispositivos explosivos escondidos en los bolsillos de su abrigo. Su plan era lanzarse a sí mismo a Hitler en un abrazo de muerte que los volaría a ambos. Un plan detallado para un golpe de Estado había sido elaborado y estaba listo para ponerse en marcha; pero, contrario a las expectativas, Hitler se apresuró por el museo en menos de diez minutos. Después de abandonar el edificio, von Gersdorff fue capaz de desactivar los dispositivos en un baño público "al último segundo". Después del intento, von Gersdorff fue inmediatamente transferido de vuelta al Frente Oriental donde fue capaz de evadir las sospechas.
Anterior al complot del 20 de julio, von Gersdorff había escondido también los explosivos y fusibles que otro conspirador, Wessel von Freytag-Loringhoven, logró procurar del caché del Abwehr de armas británicas capturadas y los cuales Claus Schenk Graf von Stauffenberg iba a utilizar en su intento de matar a Hitler. Gracias al silencio de sus aprisionados y torturados co-conspiradores, von Gersdorff fue capaz de escapar al arresto y cierta ejecución. Como resultado de esto, fue uno de los pocos militares alemanes conspiradores anti-Hitler que sobrevivió la guerra (otros incluyeron a Axel Freiherr von dem Bussche-Streithorst y Eberhard von Breitenbuch).

## Últimos años
Después de la guerra, von Gersdorff intentó unirse al Bundeswehr, las fuerzas armadas de la Alemania Occidental de la posguerra. A pesar de su distinguido expediente y condecoraciones, sus intentos fueron opuestos por Hans Globke, la poderosa cabeza de la Cancillería Alemana y confidente del Canciller Konrad Adenauer, y por varios ex-oficiales de la Wehrmacht en el Bundeswehr quienes no querían a un "traidor" entre ellos. Así, se le impidió reanudar su carrera militar.
Von Gersdorff después dedicó su vida a la caridad en la Orden de San Juan. Fue un presidente fundador del Johanniter-Unfall-Hilfe, que presidió de 1952 a 1963. En 1979 se le premió con la Großes Verdienstkreuz (Gran Cruz del Mérito), una de las ocho clases de la única condecoración estatal de Alemania Occidental, en reconocimiento de sus logros.
Un accidente en una cabalgata en 1967 dejó a von Gersdorff parapléjico por los últimos doce años de su vida, durante los cuales escribió y publicó sus memorias militares. Murió en Múnich, Baviera, en 1980, a la edad de 74 años.